# Urocystis alstroemeriae
Urocystis alstroemeriae är en svampart som beskrevs av Vánky & C. Vánky 2001. Urocystis alstroemeriae ingår i släktet Urocystis och familjen Urocystidaceae.   Inga underarter finns listade i Catalogue of Life.